# 巴恩斯特布尔 (马萨诸塞州)

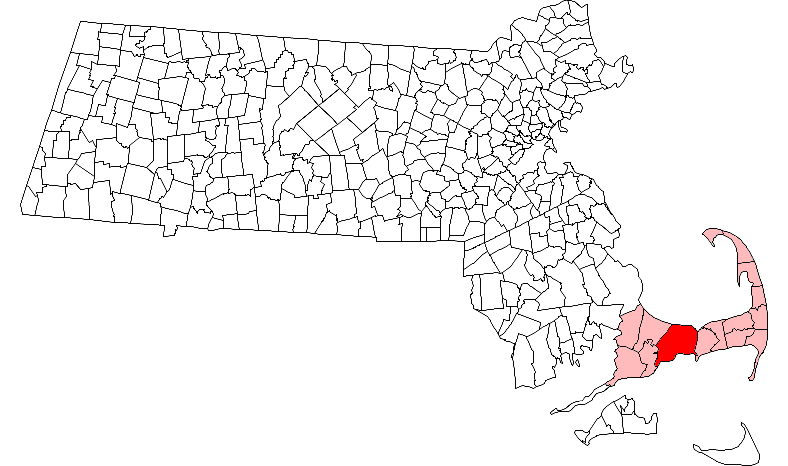

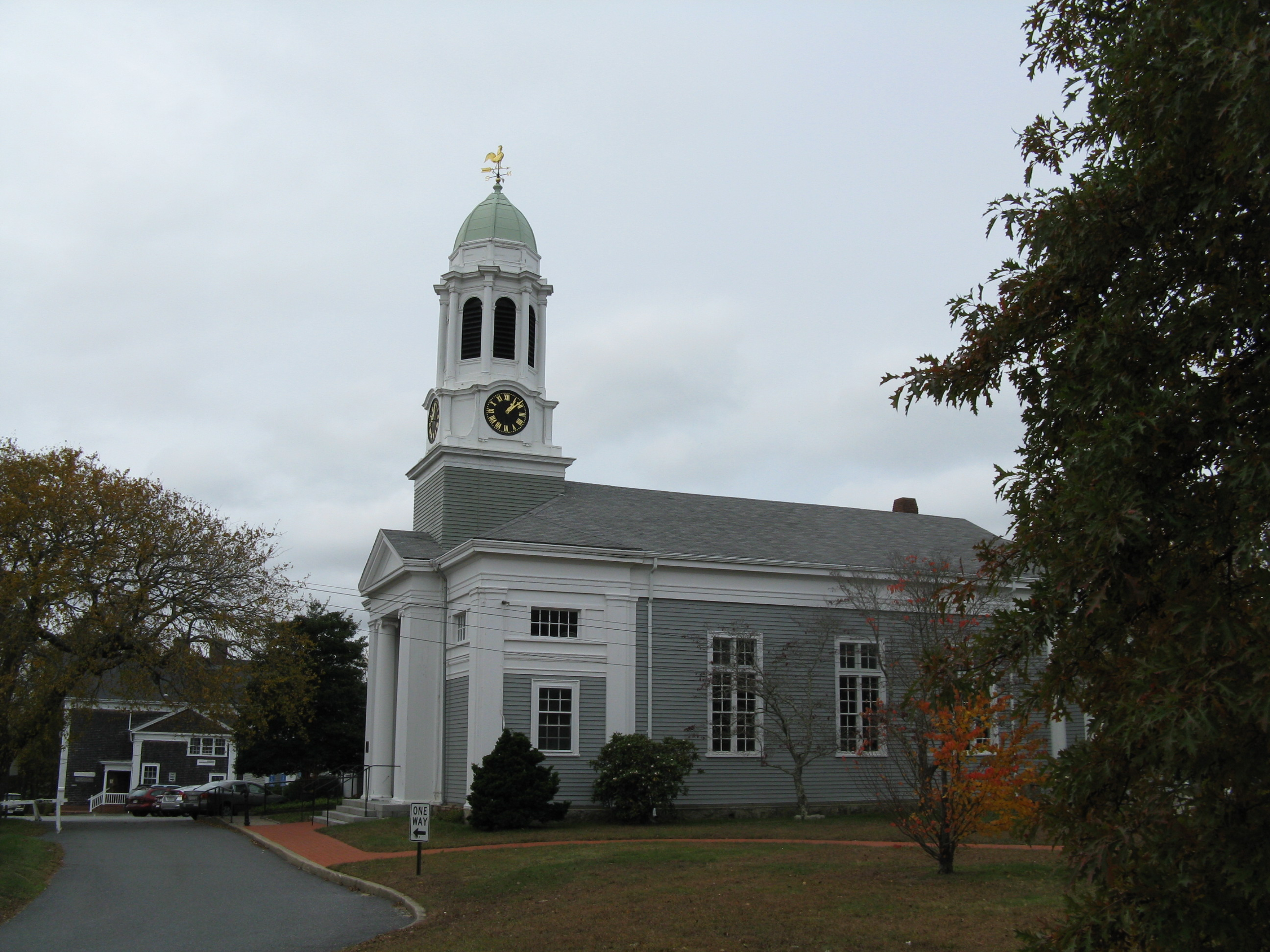

巴恩斯特布尔（英語：Barnstable）位于美国马萨诸塞州东南部科德角，是巴恩斯特布尔县的县治所在，面积197.5平方公里。根据2000年美国人口普查，共有47,821人，其中白人占91.85%、非裔美国人占2.74%。